# Таловский район
Та́ловский райо́н — административно-территориальная единица (район) и муниципальное образование (муниципальный район) в центре Воронежской области России.
Административный центр — рабочий посёлок Таловая.

## География
Таловский район расположен в юго-восточной части Воронежской области в междуречье Битюга и Хопра и занимает территорию в 190,9 тысяч гектаров, что составляет 3,6 % территории области.
Протяжённость района с севера на юг — 49 км, с запада на восток — 57 км. Площадь — 1870 км².
Основные реки — Битюг, Хопёр, Сухая Чигла. Рельеф местности волнистый, изрезан оврагами и балками. Самая высокая точка водораздела находится в северных отрогах Калачской возвышенности и достигает 243 метра над уровнем моря. Самое низкое место 103 метра, отмечается в северо-западной части района в месте впадения реки Чигла в Битюг. Климат умеренно континентальный с довольно жарким летом и холодной зимой. Формируется под влиянием двух ведущих факторов: географического положения и циркуляции атмосферы.
Средняя температура июля + 20 градусов, января - 10 градусов. Средняя годовая амплитуда 30 градусов. Увлажнение неустойчивое. Более половины осадков приходится на теплый период. Преобладающие ветры, по данным метеостанции Каменная Степь, в июле - западные, в январе - юго-восточные. Зима длится 130-150 дней. Зимние температуры неустойчивы, часто бывают оттепели. Снежный покров, как правило устанавливается к декабрю и сохраняется до конца марта.

## История
На протяжении многих веков глубочайшей древности, территорию современного Воронежского края обживали племена кочевников. В конце первого тысячелетия до нашей эры, всю степную часть, куда входят наши земли, занимали ираноязычные скифо-сарматские племена. Затем здесь обитали хазары, а в десятом веке их вытеснили печенеги. С середины одиннадцатого века печенегов сменили половцы, которые почти двести лет занимали южную, степную часть здешних мест. Не имея постоянных селений в степном крае, кочевые племена пребывали здесь лишь в летнее время, а с наступлением холодов отходили на юго-запад к берегам Чёрного и Азовских морей.
В девятом веке в Приднепровье возникает раннефеодальное древнерусское государство — Киевская Русь. Расширяя свои пределы, она устремила свои взоры на северо-западную часть воронежской земли. Берега рек Воронежа и Дона становятся восточными рубежами Киевской Руси. В то же время южная и часть центральной территории земли воронежской находилась под контролем половцев.
Феодальная раздробленность Руси и численное превосходство врага привели к катастрофе русских княжеств от татаро-монгольского ига. В результате нашествия золотоордынцев население здешних мест было насильственно ограблено, а земля опустошена и превращена в дикое поле. С этого времени придонские степи становятся местом татаро-монгольских кочевий.
Исследователям истории края известны дневниковые записи смоленского дьякона Игнатия Смольянина, сопровождавшего московского митрополита Пимена, который в 1389 году, направляясь в Константинополь по Дону, свидетельствовал о запустении придонских степей: «Ни града, ни села…пусто же все и не населено, нигде бо видети человека, точию пустыни велия, и зверей множество». Эту «пустыни велия», оживляемую только набегами южных кочевых племен, край представлял собою почти до XVI века, до начала его колонизации, когда Русь окончательно сбросила татаро-монгольское иго.
Когда настала необходимость в образовании централизованного русского государства, во главе объединения Руси стала Москва, превратившаяся в середине XIV века в крупнейший экономический и политический центр.
Летом 1380 года на Куликовом поле на Дону, русские войска под предводительством великого князя московского Дмитрия Донского одержали решительную победу над полчищами Мамая.
В 1571 году устанавливаются условные пограничные знаки между Русским царством и Крымским ханством. В XVI веке для защиты южных границ стали устраиваться сторожи, станицы, караулы. В 1585 году был заложен город Воронеж — крепость на южной окраине Русского царства. С 1636 года ведется строительство Белгородской оборонительной черты. А несколько раньше, в 1623 году, по реке Битюг появляются сторожевые посты, которые должны были зорко следить за «диким полем» и наблюдать, как гласил указ царя Михаила Федоровича, чтобы «ногайские люди в воронежские места не проходили безвестно».
В 1659 году крымские татары проникли за реку Воронеж и здесь подвергли разграблению местных поселенцев. В 1675 году воронежский воевода сообщил царю: «В нынешнем, государь, во 183 году майа в 24 день на утренней заре приходили люди в Воронежский уезд с ногайской стороны реки Воронежа… Холоп твой, собрався с воронежцы служилыми людьми ходил за реку Воронеж на ногайскую сторону… Тех де воинских людей побили да смерти человек с 35 и больши. А иные ушли в степь за реку Бетюк». Укреплению Московского государства послужило дальнейшее продвижение его границ на юг. Так уже в 1686 году река Битюг становится южной пограничной чертой Российского государства.
Таким образом, степи, находившиеся южнее оборонительной линии, а стало быть и территория нынешнего Таловского района, не были заселены. Этому препятствовали повторявшиеся грабительские набеги крымских и ногайских татар. Много легенд существует о курганах. Отличительно то, что сооружались они на далеко просматриваемых естественных возвышениях, где дежурившие сторожевые отряды делали из насыпной земли возвышения для лучшего осмотра просмотра местности. Отряды находились друг от друга на видимом расстоянии. Так, заметив продвижение татар, дозорные сообщали ближайшему соседнему отряду условными сигналами, о приближении врага. Об этом свидетельствуют раскопки. На одном из таких курганов, на заказных степных участках Докучаевской опытной станции в 1914 году была заложена почвенная яма, показавшая, что курган насыпного происхождения. То же самое было подтверждено и при снесении двух курганов при строительстве полевого аэродрома севернее села Нижняя Каменка в 1941 году.
К концу XVII столетия опасность татарских нападения миновала. Объединение страны в централизованное государство позволило раздвинуть границы далее на юг. Начинается заселение пустующих степных районов. Так свидетельствует В. Второв в работе «О заселении Воронежской губернии», изданной в Петербурге в 1861 году: «Земли к югу от реки Тихой Сосны, по правую сторону Дона и левая или ногайская сторона Дона, стали заселяться только с начала 18 столетия». Таким образом, всего 250—300 лет тому назад Таловская земля представляла собой ещё совершенно нетронутую картину первобытной степи. В первой половине 18 века началось усиленное заселение края русскими с севера и украинцами с запада. По берегам рек Битюг, Икорец, Осереда, Толучеева, Хопра появляются многочисленные группы однодворцев, выполнявших сторожевую работу на южных окраинах государства. Так же устремляются сюда и отдельные арендаторы сенокосных и рыболовных угодий. На новых местах поселенцы должны были построить для себя дворы и пахать десятинную пашню для отпуска хлеба «в Азов ратным людям на жалование». Земли по Битюгу и его притокам переходят в распоряжение дворцового ведомства.
Троицко-Битюцкий монастырь, согласно указу царя Федора Алексеевича от 2 апреля 1682 года получил право на освоение земель на левом берегу Битюга. И уже в 1693 году на речке Тишанке, притоке Битюга, появляются первые поселенцы — монастырские крестьяне. Поселение первоначально называлось Тишанкой, позднее — Старой Тишанкой. В 1762 году выше по речке поселились крестьяне из-под города Ярославля и основали село Верхняя Тишанка. Старая Тишанка — это первое поселение на территории нынешнего Таловского района.
В 1740 году в долину речки Чигла, переводятся дворцовые крестьяне из Хатунской волости, ныне Московской области. Поселенцы 850 человек, назвали поселок Чиголка. Позднее за ним закрепилось название Новая Чигла. Новая Чигла упоминается в книге «Путешествие по России для исследования трех царств естества». Автор книги академик С. Г. Гмелин, путешествовавший в этих местах в 1769 году, встретил здесь ещё первозданную природу и в своих дневниках описал устроенную им здешним крестьянам охоту на диких лошадей.
Во второй половине XVIII века начинает заселяться северо-восточная территория нынешнего района. В 1760 году на левой стороне речки Елани, возникает село Абрамовска, которое первоначально называлось Новики. До этого здесь в местных поименных лесах скрывались раскольничьи скиты и городки. Затем, при Петре первом, начали селиться однодворцы и помещичьи крестьяне. В 1816 году село имело 469 жителей — казённых и экономических крестьян.
В 1787 году на правом берегу реки Токай возникает небольшое селение Вязовка. Основателем его был высланный из города Козлова (ныне Мичуринск), на окраину губернии, за политическую неблагонадежность Василий Петрович Бойков. Место, где он остановился, обзавелся хозяйством и привлек других поселенцев, сначала называлось Угляновкой. Затем селение росло и получило нынешнее название. Таким образом, на начало 18 века, на территории Таловского района, было всего семь поселений: Старая и Верхняя Тишанки, Новая Чигла, Абрамовка, Вязовка, Терехово, Хорольский и Печеровка. Центральная часть, степная, оставалась незаселенной.
Таловский район образован 14 мая 1928 года постановлением ВЦИК и СНК РСФСР «О новом районировании».
4 марта 1959 года к Таловскому району был присоединён Чигольский район

## Население
| \| 1989[4] \| 2002[5] \| 2009[6] \| 2010[7] \| 2011[8] \| 2012[9] \| 2013[10] \| \| -------- \| -------- \| -------- \| -------- \| -------- \| -------- \| -------- \| \| 51 278 \| ↘47 221 \| ↘43 743 \| ↘42 603 \| ↘42 418 \| ↘41 710 \| ↘41 100 \| \| 2014[11] \| 2015[12] \| 2016[13] \| 2017[14] \| 2018[15] \| 2021[16] \| 2025[2] \| \| ↘40 485 \| ↘39 785 \| ↘39 170 \| ↘38 549 \| ↘38 066 \| ↘35 173 \| ↘33 829 \| 10 000 20 000 30 000 40 000 50 000 60 000 2010 2015 2025 |         |         |         |         |         |         |
| 1989 | 2002    | 2009    | 2010    | 2011    | 2012    | 2013    |
| 51 278 | ↘47 221 | ↘43 743 | ↘42 603 | ↘42 418 | ↘41 710 | ↘41 100 |
| 2014 | 2015    | 2016    | 2017    | 2018    | 2021    | 2025    |
| ↘40 485 | ↘39 785 | ↘39 170 | ↘38 549 | ↘38 066 | ↘35 173 | ↘33 829 |

### Урбанизация
В городских условиях (рабочий посёлок Таловая) проживают  31,97 % населения района.

### Национальный состав
По итогам переписи населения 2020 года проживали следующие национальности (национальности менее 0,1 % и другое, см. в сноске к строке «Другие»):
| Национальность | Численность, чел. | Доля     |
| -------------- | ----------------- | -------- |
| Русские        | 31 693            | 90,11 %  |
| Аварцы         | 284               | 0,81 %   |
| Турки          | 184               | 0,52 %   |
| Украинцы       | 171               | 0,49 %   |
| Армяне         | 130               | 0,37 %   |
| Киргизы        | 99                | 0,28 %   |
| Цыгане         | 87                | 0,25 %   |
| Таджики        | 74                | 0,21 %   |
| Чуваши         | 70                | 0,20 %   |
| Узбеки         | 43                | 0,12 %   |
| Другие         | 2338              | 6,64 %   |
| Итого          | 35 173            | 100,00 % |

## Муниципально-территориальное устройство
В Таловский муниципальный район входят 12 муниципальных образований, в том числе 1 городское и 11 сельских поселений:
| №  | Муниципальное образование          | Административный центр                       | Количество населённых пунктов | Население | Площадь, км2 |
| -- | ---------------------------------- | -------------------------------------------- | ----------------------------- | --------- | ------------ |
| 1  | Таловское городское поселение      | рабочий посёлок Таловая                      | 1                             | ↘10 815   | 11,21        |
| 2  | Абрамовское сельское поселение     | посёлок Абрамовка                            | 10                            | ↘4164     | 186,92       |
| 3  | Александровское сельское поселение | село Александровка                           | 20                            | ↘3853     | 252,79       |
| 4  | Вознесенское сельское поселение    | посёлок Вознесенский                         | 5                             | ↘916      | 65,48        |
| 5  | Добринское сельское поселение      | посёлок Козловский                           | 5                             | ↘685      | 72,19        |
| 6  | Каменно-Степное сельское поселение | посёлок 2-го участка института им. Докучаева | 7                             | ↘4662     | 119,82       |
| 7  | Нижнекаменское сельское поселение  | посёлок Нижняя Каменка                       | 19                            | ↘2004     | 249,70       |
| 8  | Новочигольское сельское поселение  | село Новая Чигла                             | 14                            | ↘3215     | 286,16       |
| 9  | Орловское сельское поселение       | село Орловка                                 | 1                             | ↘803      | 106,84       |
| 10 | Синявское сельское поселение       | село Синявка                                 | 5                             | ↘1379     | 142,68       |
| 11 | Тишанское сельское поселение       | село Верхняя Тишанка                         | 2                             | ↘3298     | 241,80       |
| 12 | Шанинское сельское поселение       | посёлок Участок № 26                         | 10                            | ↘1710     | 85,57        |

Законом Воронежской области от 30 ноября 2015 года № 163-ОЗ, были преобразованы, путём их объединения:
- Абрамовское, Абрамовское 2-е и Еланское сельские поселения — в Абрамовское сельское поселение с административным центром в посёлке Абрамовка;
- Александровское, Васильевское и Казанское сельские поселения — в Александровское сельское поселение с административным центром в селе Александровка;
- Бирюченское и Тишанское сельские поселения — в Тишанское сельское поселение с административным центром в селе Верхняя Тишанка;
- Каменно-Степное и Михинское сельские поселения — в Каменно-Степное сельское поселение с административным центром в посёлке 2-го участка института им. Докучаева;
- Вязовское и Синявское сельские поселения — в Синявское сельское поселение с административным центром в селе Синявка;
- Вознесеновское, Никольское и Новочигольское сельские поселения — в Новочигольское сельское поселение с административным центром в селе Новая Чигла;
- Шанинское и Шанинское 2-е сельские поселения — в Шанинское сельское поселение с административным центром в посёлке Участок № 26;
- Анохинское, Нижнекаменское и Хорольское сельские поселения — в Нижнекаменское сельское поселение с административным центром в посёлке Нижняя Каменка.

## Населённые пункты
В Таловском районе 99 населённых пунктов.
| №  | Населённый пункт                     | Тип             | Население | Муниципальное образование          |
| -- | ------------------------------------ | --------------- | --------- | ---------------------------------- |
| 1  | 1-го участка института им. Докучаева | посёлок         | 1986      | Каменно-Степное сельское поселение |
| 2  | 2-го участка института им. Докучаева | посёлок         | 264       | Каменно-Степное сельское поселение |
| 3  | 3-го участка института им. Докучаева | посёлок         | 359       | Каменно-Степное сельское поселение |
| 4  | Абрамовка                            | посёлок         | ↘3363     | Абрамовское сельское поселение     |
| 5  | Абрамовка                            | село            | ↘423      | Абрамовское сельское поселение     |
| 6  | Александровка                        | село            | ↘797      | Александровское сельское поселение |
| 7  | Анохинка                             | посёлок         | 167       | Нижнекаменское сельское поселение  |
| 8  | Берёзовка                            | посёлок         | 49        | Нижнекаменское сельское поселение  |
| 9  | Бирюч                                | село            | ↘509      | Тишанское сельское поселение       |
| 10 | Богатырь                             | посёлок         | 38        | Александровское сельское поселение |
| 11 | Бражников                            | посёлок         | 7         | Нижнекаменское сельское поселение  |
| 12 | Васильевский                         | посёлок         | 120       | Александровское сельское поселение |
| 13 | Введенский                           | посёлок         | 14        | Новочигольское сельское поселение  |
| 14 | Верёвкин 1-й                         | посёлок         | 99        | Нижнекаменское сельское поселение  |
| 15 | Верёвкин 2-й                         | посёлок         | 168       | Нижнекаменское сельское поселение  |
| 16 | Верхнеозёрский                       | посёлок         | 440       | Каменно-Степное сельское поселение |
| 17 | Верхняя Орловка                      | посёлок         | 0         | Вознесенское сельское поселение    |
| 18 | Верхняя Тишанка                      | село            | ↘2950     | Тишанское сельское поселение       |
| 19 | Видный                               | посёлок         | 201       | Добринское сельское поселение      |
| 20 | Вознесеновка                         | посёлок         | 183       | Новочигольское сельское поселение  |
| 21 | Вознесенский                         | посёлок         | 587       | Вознесенское сельское поселение    |
| 22 | Воскресенский                        | посёлок         | 60        | Новочигольское сельское поселение  |
| 23 | Высокий                              | посёлок         | 1280      | Каменно-Степное сельское поселение |
| 24 | Вязовка                              | село            | ↘469      | Синявское сельское поселение       |
| 25 | Георгиевский                         | посёлок         | 34        | Новочигольское сельское поселение  |
| 26 | Гуляй Поле                           | посёлок         | 47        | Нижнекаменское сельское поселение  |
| 27 | Докучаевский                         | посёлок         | 342       | Вознесенское сельское поселение    |
| 28 | Дубовый                              | посёлок         | 12        | Александровское сельское поселение |
| 29 | Еланка                               | посёлок         | 353       | Абрамовское сельское поселение     |
| 30 | Еланка                               | посёлок         | 82        | Синявское сельское поселение       |
| 31 | Зареченский                          | посёлок         | 92        | Александровское сельское поселение |
| 32 | Знаменка                             | село            | ↘61       | Абрамовское сельское поселение     |
| 33 | Ильинка                              | посёлок         | 283       | Александровское сельское поселение |
| 34 | Казанка                              | посёлок         | 410       | Александровское сельское поселение |
| 35 | Казачок                              | посёлок         | 28        | Александровское сельское поселение |
| 36 | Козловский                           | посёлок         | 318       | Добринское сельское поселение      |
| 37 | Коломенский                          | посёлок         | 9         | Новочигольское сельское поселение  |
| 38 | Коминтерн                            | посёлок         | 162       | Александровское сельское поселение |
| 39 | Комсомольский                        | посёлок         | 207       | Александровское сельское поселение |
| 40 | Красный                              | посёлок         | 277       | Александровское сельское поселение |
| 41 | Крутинский                           | посёлок         | ↘0        | Нижнекаменское сельское поселение  |
| 42 | Купальный                            | посёлок         | 94        | Нижнекаменское сельское поселение  |
| 43 | Ленинградский                        | посёлок         | 70        | Нижнекаменское сельское поселение  |
| 44 | Леоновка                             | посёлок         | 1         | Новочигольское сельское поселение  |
| 45 | Львов                                | посёлок         | 47        | Нижнекаменское сельское поселение  |
| 46 | Макаровский                          | посёлок         | 0         | Нижнекаменское сельское поселение  |
| 47 | Маклика                              | посёлок         | 15        | Новочигольское сельское поселение  |
| 48 | Манидинский                          | посёлок         | 72        | Александровское сельское поселение |
| 49 | Михайловский                         | посёлок         | 1         | Новочигольское сельское поселение  |
| 50 | Михинский                            | посёлок         | 613       | Каменно-Степное сельское поселение |
| 51 | Московский                           | посёлок         | 35        | Нижнекаменское сельское поселение  |
| 52 | Нехворощанка                         | посёлок         | 7         | Шанинское сельское поселение       |
| 53 | Нива                                 | посёлок         | 13        | Абрамовское сельское поселение     |
| 54 | Нижняя Ведуга                        | посёлок         | 34        | Александровское сельское поселение |
| 55 | Нижняя Каменка                       | посёлок         | 462       | Нижнекаменское сельское поселение  |
| 56 | Никольское                           | село            | ↘674      | Новочигольское сельское поселение  |
| 57 | Новая Чигла                          | село            | ↘2474     | Новочигольское сельское поселение  |
| 58 | Новенький                            | хутор           | 364       | Александровское сельское поселение |
| 59 | Новитченко                           | посёлок         | 106       | Абрамовское сельское поселение     |
| 60 | Новогольский 2-й                     | посёлок         | 133       | Синявское сельское поселение       |
| 61 | Новоградский                         | посёлок         | 103       | Добринское сельское поселение      |
| 62 | Новоникольский                       | посёлок         | 109       | Новочигольское сельское поселение  |
| 63 | Новотроицкий                         | посёлок         | 703       | Александровское сельское поселение |
| 64 | Новый Мир                            | посёлок         | 65        | Александровское сельское поселение |
| 65 | Новый Пахарь                         | посёлок         | 30        | Вознесенское сельское поселение    |
| 66 | Новый Путь                           | посёлок         | 0         | Добринское сельское поселение      |
| 67 | Орловка                              | село            | ↘803      | Орловское сельское поселение       |
| 68 | Осинки                               | посёлок         | 179       | Абрамовское сельское поселение     |
| 69 | Осиновый                             | посёлок         | 47        | Каменно-Степное сельское поселение |
| 70 | Отделения откормсовхоза              | посёлок         | 0         | Синявское сельское поселение       |
| 71 | Первомайский                         | посёлок         | 51        | Новочигольское сельское поселение  |
| 72 | Покровский                           | посёлок         | 68        | Вознесенское сельское поселение    |
| 73 | Покровский                           | посёлок         | 42        | Новочигольское сельское поселение  |
| 74 | Порохово                             | посёлок         | 209       | Нижнекаменское сельское поселение  |
| 75 | Светлый                              | посёлок         | 38        | Александровское сельское поселение |
| 76 | Сергиевский                          | хутор           | 81        | Александровское сельское поселение |
| 77 | Синявка                              | село            | ↘984      | Синявское сельское поселение       |
| 78 | Солонцовка                           | посёлок         | 214       | Абрамовское сельское поселение     |
| 79 | Солонцовский                         | посёлок         | 0         | Нижнекаменское сельское поселение  |
| 80 | Сороковой                            | посёлок         | 17        | Абрамовское сельское поселение     |
| 81 | Таловая                              | рабочий посёлок | ↘10 815   | Таловское городское поселение      |
| 82 | Тамбовка                             | посёлок         | 49        | Нижнекаменское сельское поселение  |
| 83 | Терехово                             | посёлок         | ↗348      | Нижнекаменское сельское поселение  |
| 84 | Троицкий                             | посёлок         | 384       | Александровское сельское поселение |
| 85 | Успенский                            | посёлок         | 160       | Александровское сельское поселение |
| 86 | Утиновка                             | посёлок         | 291       | Нижнекаменское сельское поселение  |
| 87 | Участок № 12                         | посёлок         | 216       | Шанинское сельское поселение       |
| 88 | Участок № 14                         | посёлок         | 0         | Шанинское сельское поселение       |
| 89 | Участок № 15                         | посёлок         | 1         | Шанинское сельское поселение       |
| 90 | Участок № 16                         | посёлок         | 49        | Шанинское сельское поселение       |
| 91 | Участок № 22                         | посёлок         | 40        | Шанинское сельское поселение       |
| 92 | Участок № 26                         | посёлок         | 782       | Шанинское сельское поселение       |
| 93 | Участок № 28                         | посёлок         | 109       | Шанинское сельское поселение       |
| 94 | Участок № 37                         | посёлок         | 31        | Шанинское сельское поселение       |
| 95 | Участок № 4                          | посёлок         | 686       | Шанинское сельское поселение       |
| 96 | Хлебороб                             | посёлок         | 72        | Абрамовское сельское поселение     |
| 97 | Хорольский                           | посёлок         | ↘128      | Нижнекаменское сельское поселение  |
| 98 | Центральный                          | посёлок         | 174       | Добринское сельское поселение      |
| 99 | Шишлянников                          | посёлок         | 23        | Новочигольское сельское поселение  |

### Упразднённые населённые пункты
Железнодорожные казармы 2 км и 5 км, железнодорожные дома 255 км, 259 км, 264 км и 266 км.

## Экономика
Сельское хозяйство является ведущей отраслью экономики района, основой пополнения бюджета. Площадь сельхозугодий составляет 149 тыс. га (78 % территории района), из них 132 тыс. га — пашня. В районе хозяйствуют 23 коллективных сельхозпредприятия, 181 крестьянско-фермерское хозяйство, 13983 личных подсобных хозяйств. В сфере сельскохозяйственного производства района занято 2598 человек.
Вблизи посёлка Таловая находится Научно-исследовательский институт сельского хозяйства центральночернозёмной полосы им. В. В. Докучаева. Расположен в 12 километрах к югу от Таловой. Ранее безлесный и безводный регион Каменной степи руками человека коренным образом преобразован. Начало этому было положено более 100 лет тому назад, в 1892 году экспедицией профессора Василия Васильевича Докучаева. За это время посажено полезащитных и приовражных лесных полос на площади 6405 гектаров, построено 376 прудов и водоёмов, зеркальная площадь которых составляет 2876 га.
Главной отраслью экономики района является сельское хозяйство. Отраслевая структура и специализация его формировались под воздействием природных и экономических условий. В настоящее время направление сельского хозяйства можно определить как зерново-скотоводческое с развитым производством технических культур. Район специалезируется на выращивании зерновых культур, сахарной свеклы, подсолнечника.

### Транспорт
Железнодорожный транспорт
10 служб, обслуживающих железнодорожный узел станции Таловая, количество работников — 700 человек, вагонооборот — 835 тыс. вагонов, пассажиропоток — 140 тыс. человек.
Автомобильный транспорт
ОАО «Таловское АТП» обслуживает 28 маршрутов, 74 населённых пункта внутри района, пассажиропоток — 690 тыс. человек в год. Грузовые автоперевозки — ОАО «Таловаяагропромтранс».

## Известные жители и уроженцы
- Коваль, Александр Моисеевич (1913, посёлок Абрамовка — 2005) — подполковник Советской Армии, участник Великой Отечественной войны, Герой Советского Союза
- Сидорова, Вера Васильевна (род. 1934) — Герой Социалистического Труда.
- Черенков, Павел Алексеевич (1904, село Новая Чигла—1990) — советский физик, лауреат Нобелевской премии по физике (1958).